# Heimberg
Heimberg is een gemeente en plaats in het Zwitserse kanton Bern, en maakt deel uit van het district Thun.
Heimberg telt 6.585 inwoners.